# Pintura rupestre

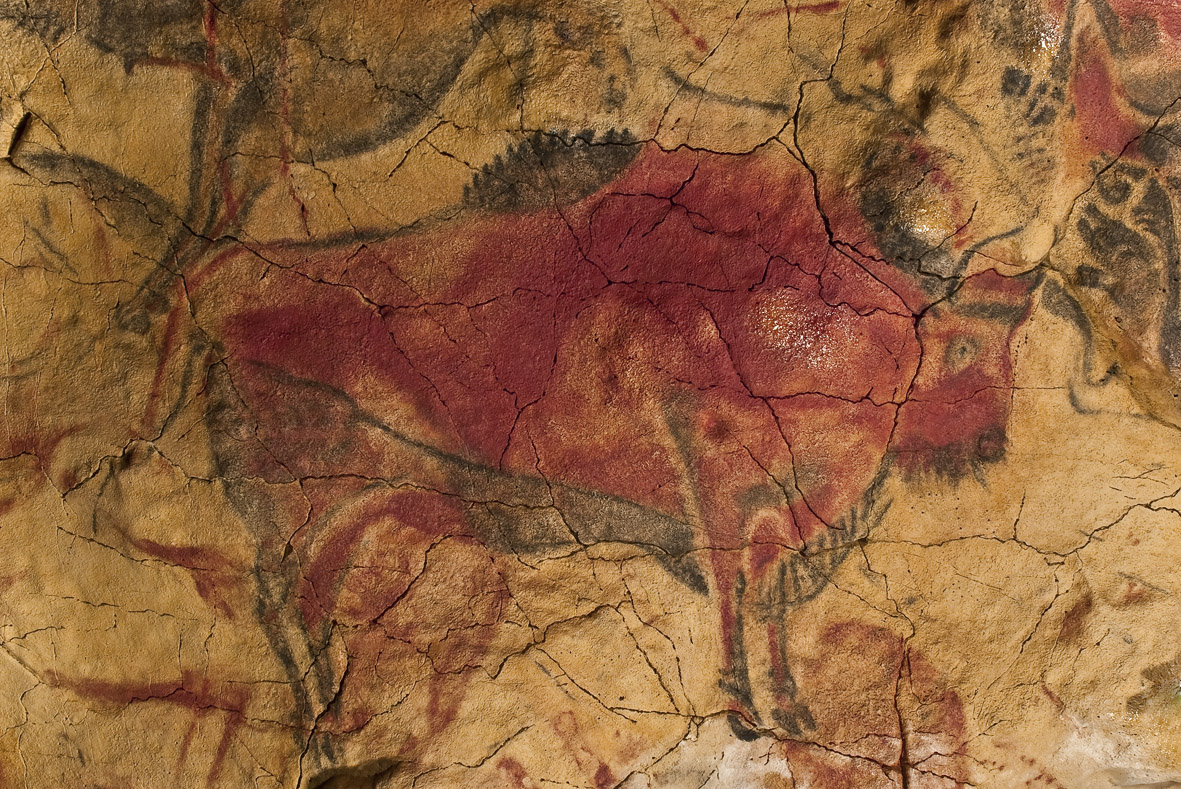
Bisonte de la cueva de Altamira (España).

Una pintura rupestre es un dibujo o boceto que existe en algunas rocas, cavernas o cuevas, especialmente los prehistóricos.
El término «rupestre» deriva del latín rupestris, y este de rupes (‘roca’).
En un sentido estricto, «rupestre» haría referencia a actividad humana sobre las paredes de cavernas, covachas, abrigos rocosos e incluso farallones u otros soportes (barrancos, entre otros).
Es prácticamente imposible aislar las manifestaciones pictóricas de otras representaciones del arte prehistórico como los grabados, las esculturas y los petroglifos, grabados sobre piedra mediante percusión o abrasión.
Solo han resistido el pasar de los milenios las pinturas rupestres que —gracias a la disposición de su soporte— estuvieron protegidas de la erosión por la naturaleza.
Se trata de una de las manifestaciones artísticas más antiguas de las que se tiene constancia, ya que, al menos, existen testimonios datados hasta los 40 000 años de antigüedad, es decir, durante la última glaciación.
No obstante, a mediados de septiembre de 2018, investigadores de la Universidad de Witwatersrand en Sudáfrica encontraron una piedra pintada sin ningún tipo de dibujo. Se estima que fue pintada hace unos 73 000 años.
Las pinturas rupestres en cuevas más famosas del mundo, en la cueva de Lascaux (Francia) y en la cueva de Altamira (España), fueron encontradas por niños. La datación de carbono muestra que las pinturas en Lascaux tienen 20 000 años de antigüedad, mientras que las de la cueva de Chauvet, en la parte francesa de Ardèche, son casi el doble de antiguas.
Por otra parte, aunque la pintura rupestre es esencialmente una expresión prehistórica, esta se puede ubicar en casi todas las épocas de la historia del ser humano y en todos los continentes, exceptuando la Antártida. Las más antiguas manifestaciones y las de mayor relevancia se encuentran en España y Francia. Se corresponden con el periodo de transición del Paleolítico al Neolítico.
Estas pinturas y las otras manifestaciones asociadas revelan que el ser humano, desde tiempos prehistóricos, organizó un sistema de representación artística. Se cree, en general, que está relacionado con prácticas de carácter mágico-religiosas para propiciar la caza. Dado el alcance cronológico y geográfico de este fenómeno, es difícil, por no decir imposible, proponer generalizaciones. Por ejemplo, en ciertos casos las obras rupestres se dan en zonas recónditas de la cueva o en lugares difícilmente accesibles; hay otros, en cambio, en los que estas están a la vista y en zonas expeditas y despejadas. Cuando la decoración está apartada de los sitios ocupados por el asentamiento, se plantea el concepto de santuario, cuyo carácter latente subraya su significado religioso o fuera de lo cotidiano. En los casos en los que la pintura aparece en contextos domésticos es necesario replantear esta noción y considerar la completa integración del arte, la religión y la vida cotidiana del ser humano primitivo.

## Datos
- Las pinturas en Cognac, Francia, se pintaron a lo largo de un período de 10 000 años.
- Es posible que las cuevas fueran los templos de los tiempos prehistóricos y las pinturas estuvieran relacionadas con rituales religiosos.
- La mayoría de las pinturas en cuevas muestran animales grandes como bisontes, venados, caballos y mamuts.
- Los artistas de las cuevas con frecuencia pintaban escupiendo la pintura, una práctica que también realizaban los aborígenes de Australia.
- Para llegar hasta las pinturas de 14 000 años de antigüedad en Cueva de Pergouset, Francia es necesario arrastrarse a través 150 m (metros) de pasajes.
- En las cuevas de Nerja, España, hay formaciones rocosas que posiblemente la gente prehistórica tocaba como un xilófono.
- Las pinturas aborígenes en rocas de la Tierra de Arnhem, en el Territorio del Norte, en Australia, podrían tener más de 50 000 años de antigüedad.

## Temática, colores y técnicas sobresalientes en las pinturas
En las pinturas rupestres del Paleolítico se simbolizan animales y líneas. En el Neolítico se representaban animales, seres humanos, figuras, símbolos, el medio ambiente y manos, representando además el comportamiento habitual de las colectividades y su interacción con las criaturas del entorno y sus deidades. Entre las principales figuras presentes en estos grafos encontramos imágenes de bisontes, caballos, mamuts, ciervos, renos, etc., aunque las marcas de manos también ocupan un porcentaje importante. Frecuentemente se muestran animales heridos con flechas. Los motivos y los materiales con que fueron elaboradas las distintas pinturas rupestres son muy similares entre sí, a pesar de los miles de kilómetros de distancia y miles de años en el tiempo. Todos los grupos humanos que dependían de la caza y de la recolección de frutos efectuaron este tipo de trabajo pictórico.
En las pinturas rupestres generalmente se usaban uno o dos colores, incluyendo algunos negros, rojos, amarillos y ocres. Los colores, también llamados pigmentos, eran de origen vegetal (como el carbón vegetal), de fluidos y desechos corporales (como las heces), compuestos minerales (como la hematita, la arcilla y el óxido de manganeso), mezclados con un aglutinante orgánico (resina o grasa).
Las cuevas se ubican totalmente en el interior del terreno y las pinturas se hallan en zonas de oscuridad completa o casi completa. Se cree que los antiguos artistas se auxiliaban con unas pequeñas lámparas de piedra alimentadas con tuétano.
Los colores se untaban directamente con los dedos, aunque también se podía escupir la pintura sobre la roca, o se soplaban con una caña hueca finas líneas de pintura. En ocasiones los pigmentos en polvo se restregaban directamente en la pared y asimismo, se los podía mezclar con algún aglutinante y aplicar con cañas o con pinceles rudimentarios. Como lápices se usaban ramas quemadas y bolas de colorante mineral aglutinadas con resina. A veces se aprovechaban desniveles y hendiduras de la pared para dar la sensación de volumen y realismo.
A menudo las siluetas animales se marcaban o raspaban para generar incisiones y así producir un contorno más realista y notorio en la roca.
La edad de las pinturas permanece en muchos sitios arqueológicos como un gran interrogante, ya que los métodos para determinarla, como el del carbono-14, pueden fácilmente llevar a resultados erróneos por la contaminación del material evaluado y también porque las cavernas y superficies rocosas presentan protuberancias en las que se alojan residuos de suciedad provenientes de diversas épocas. Para determinar la fecha de su creación se recurre a técnicas más convencionales como fechar imágenes por el tema representado. Por ejemplo el reno dibujado en la gruta española de la cueva de Las Monedas, cuyo origen estimado corresponde a la última glaciación. Los yacimientos de pinturas rupestres se dan con mayor frecuencia en Francia y España.

## África

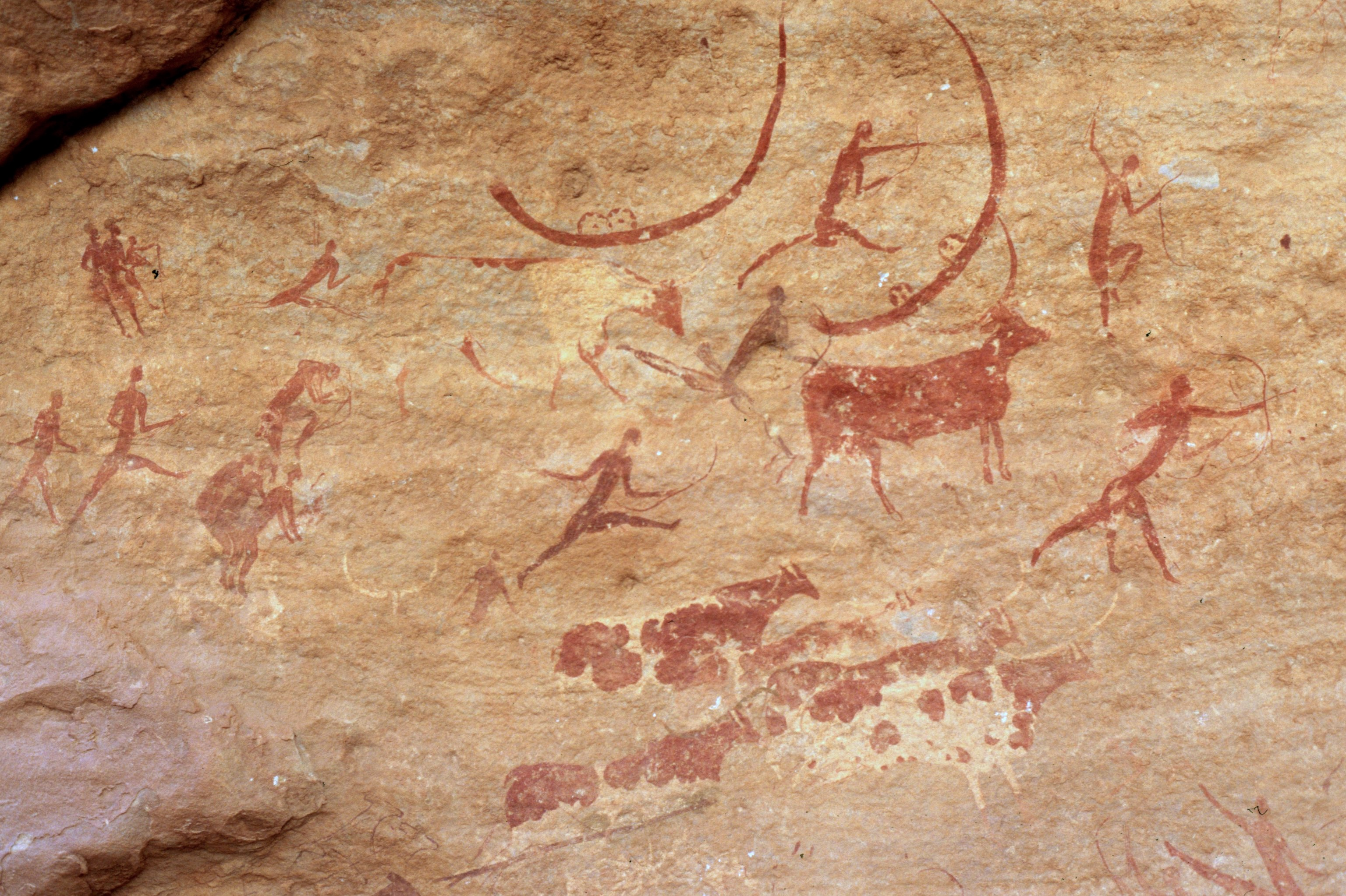
Caza de búfalos, Tassili n'Ajjer, Sáhara, Argelia

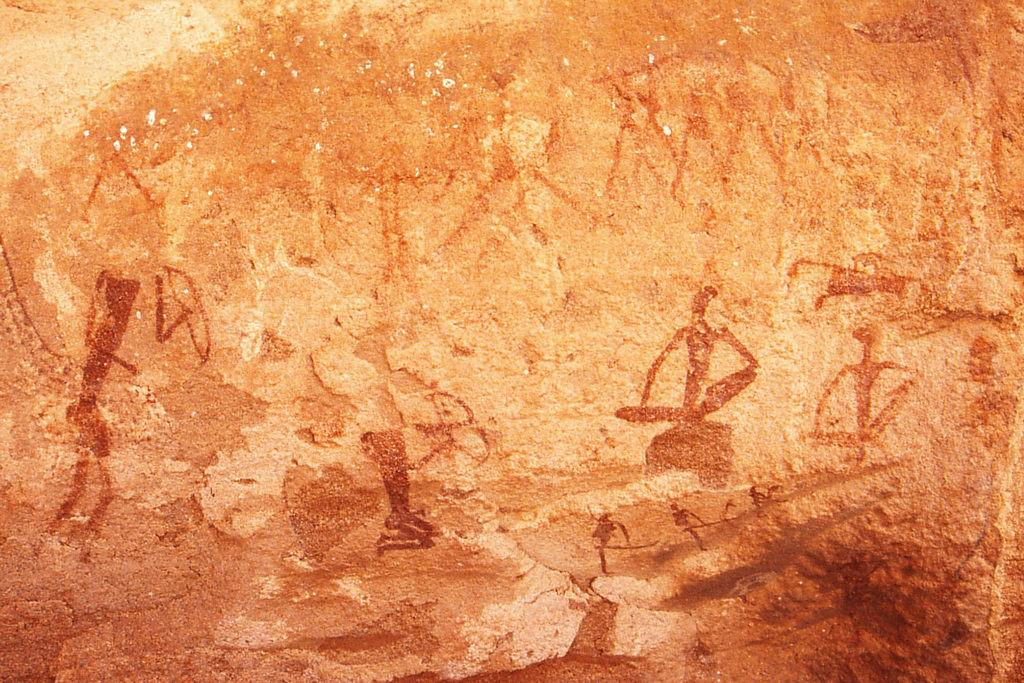
Figuras humanas en Twyfelfontein, Namibia

En Drakensberg (Sudáfrica) se encuentran pinturas de aproximadamente 3000 años de antigüedad atribuidas a las tribus de San, quienes se establecieron en la región hace unos 8000 años. Estas pinturas muestran seres humanos y animales y posiblemente se hallan relacionadas con prácticas de carácter mágico para propiciar la caza.
La mayor cantidad de pinturas rupestres en el continente africano se encuentran en la región de Twyfelfontein (Namibia). En las afueras de Hargeisa (Somalia) se han descubierto recientemente pinturas que muestran a los antiguos habitantes pastoreando ganado. Otras pinturas pueden hallarse en las cuevas de las montañas de Tassili, en el sudeste de Argelia, en Akakus, y en otras regiones del Sáhara como los montes Ayr. También en Tibesti, Chad y en Níger.
En la región de Fezán y en el sur argelino se pueden distinguir tres fases de elaboración de pinturas rupestres:

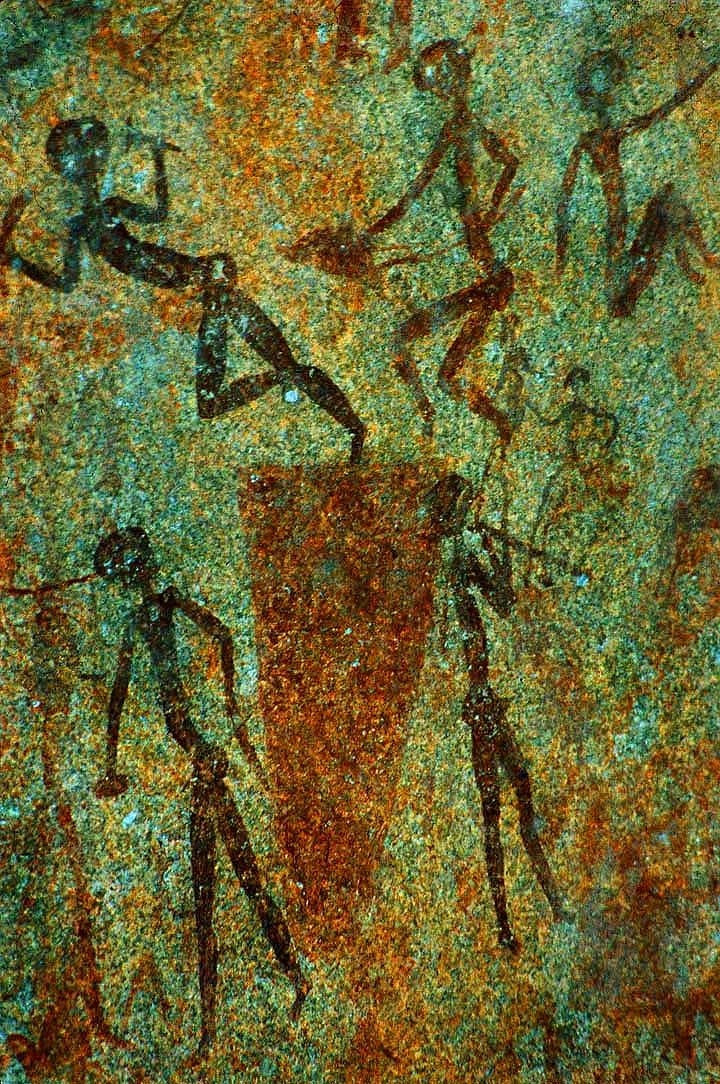
Figuras humanas sobre roca, Zimbabue

- Primera fase o primitiva: originada aproximadamente en el 10 000 a. C., en este periodo se representan animales salvajes y escenas de caza que dan prueba de la existencia de pueblos cazadores y de un ambiente climático diferente.
- Segunda fase o pastoral: pinturas con imágenes de animales domésticos, especialmente bovinos, demuestran la crianza y domesticación de los mismos; posteriormente aparece el caballo.
- Tercera fase o garamántica: en 2000 a. C.; denominada así por el pueblo de los garamantes que habitó el Fezzan. Surgen representaciones del dromedario por lo cual se concluye que el desierto predominaba en el continente.

También existen pinturas de unos 3500 años de antigüedad en el Sáhara (aunque está siendo expoliado y vandalizado). Y parece ser que los fenicios establecieron colonias en la costa del actual Sahara Occidental en la época de Hannón el Navegante, pero se desvanecieron sin dejar rastro.

## América del Norte
En América del Norte, la presencia de arte rupestre, incluye desde Alaska, Canadá, Estados Unidos y México con pinturas de la era lítica, en Alaska, de la era de hielo en Canadá, hasta Florida con representaciones de mamuts que datan entre 13,000 a 20,000 años; desde California  y Sonora en Oasisamérica, hasta Mesoamérica, pasando por Aridoamérica.

### Canadá
Múltiples sitios de arte rupestre podemos encontrar en Canadá. Así en Bow Valley Park con pinturas de 500 años a 1,300 años de antigüedad, Higwoods en Alberta con más de 300 años, Parque Provincial de Petroglifos Peterborough, está designado como un sitio histórico nacional, conocido por los pueblos indígenas como Kinoomaagewaabkong o The Teaching Rocks. También podemos encontrar arte rupestre de Canadá en el Parque de Escritura en Piedra Áísínai'pi, Todo un escenario existe para las pictografías y petroglifos del Territorio Wuikinuxv, Parque provincial de los Dinosaurios

### Estados Unidos
En Estados Unidos el arte rupestre tiene grandes concentraciones en Oasisamérica, Utah, Arizona, California, aunque se pueden encontrar en Aridoamérica en Texas, Florida, y otros estados.
Así vemos arte en la Sierra del Coso en California, Lower Pecos Canyonlands National Park en Texas, Coso Range Rock Art en California, Moab (Utah), con 900 a 2,000 años de antigüedad. En Arizona encontramos el sitio Sears Point, cerca de Yuma, así como en Ajo

### México
El arte rupestre en México está ligado a la historia de los flujos migratorios más antiguos de Norteamérica. Algunos de los ejemplos mejor conocidos se encuentran en los estados de Baja California Sur, Baja California, Sonora, Sinaloa, Chihuahua, Coahuila y Nuevo León, y con menor antigüedad, en casi todos los estados del centro y sur del país, incluyendo algunos estados de Mesoamérica, como son Jalisco, Guanajuato, Guerrero, Hidalgo, Morelos, Oaxaca y Yucatán.

## América del Sur
En América del Sur, la extensión continental y la multiplicidad de ambientes y culturas prehistóricas hace difícil una abstracción que permita caracterizar genéricamente.
- En Paraguay, se han descrito una serie de pinturas en la zona de Amambay, específicamente en el cerro Jasuka Venda o cerro Guasú, lugar considerado sagrado para la etnia Pai Tavyterá, que datan aproximadamente de 5000 años.[5]
- En Chile, han determinado nueve estilos estrechamente relacionados con las distintas regiones geográficas.
- En Perú, han establecido 14 modelos estilísticos de pinturas, grabados y geoglifos incluyendo las famosas y enigmáticas Líneas y geoglifos de Nazca y de Pampas de Jumana.
- Bolivia plantea cinco períodos.
- En Venezuela se han descrito cuatro áreas principales.
- En Ecuador, se han definido tres zonas de importancia en el área oriental.
- En Colombia, la mayor cantidad de pinturas rupestres se ha hallado en los abrigos rocosos de Chiribiquete; las más antiguas datadas en 19 510 años AP.[6] También se ha registrado una gran concentración de pinturas en el altiplano cundiboyacense, aunque también se presenta en otras zonas de la Cordillera Oriental y en las llanuras de las cuencas hidrográficas de afluentes del Amazonas y el Orinoco. El color más recurrente es el ocre rojo, pero se han encontrado muestras en negro, blanco, amarillo y naranja. Aun no se han realizado investigaciones sobre estilos ni hay datos de cronología.[7]
- En la amplia extensión del Brasil los últimos años han visto una proliferación de descubrimientos arqueológicos que llevan las variaciones estilísticas y culturales a más de cien variantes.
- En Argentina, se definen cuatro grandes estilos o culturas de arte rupestre en el noroeste del país. Se identifican tres momentos estilísticos en la Patagonia. En las sierras centrales de Provincia de Córdoba y Provincia de San Luis.
- En Uruguay, Consens propone seis tendencias estilísticas. El Centro de Investigación de Arte Rupestre del Uruguay es una sociedad científica sin fines de lucro que ha desarrollado tareas de investigación desde 1972 y tiene como objetivo salvaguardar y hacer conocer el arte prehistórico nacional.

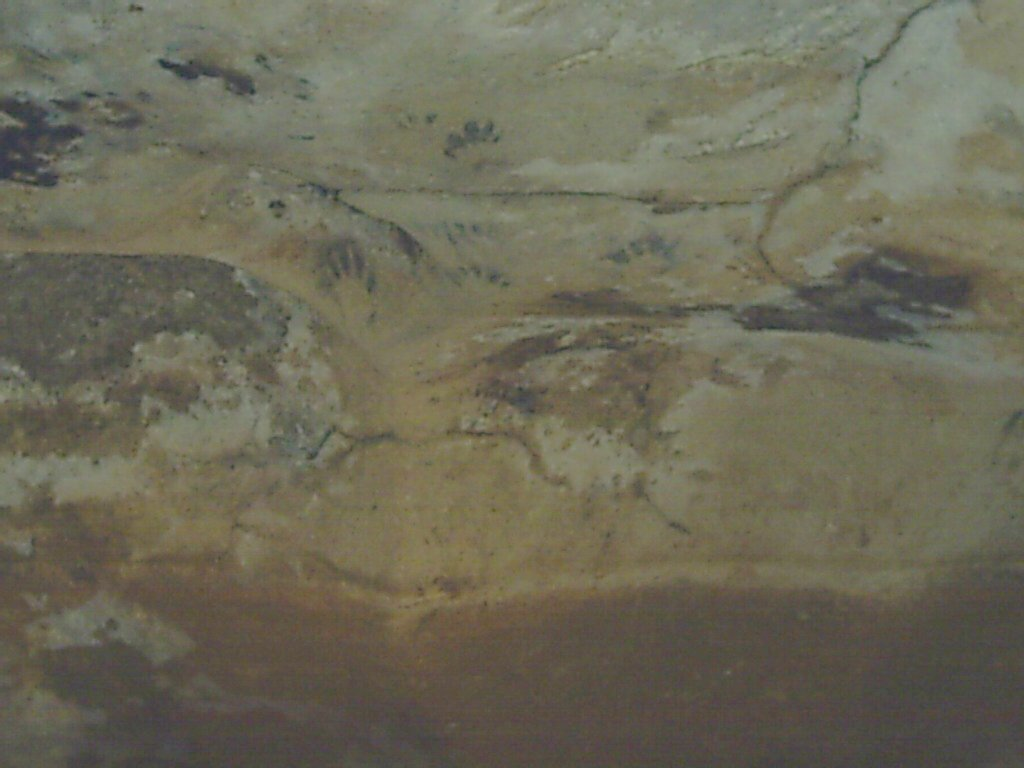
Pintura de manos en la cueva Loltún, Yucatán, México.
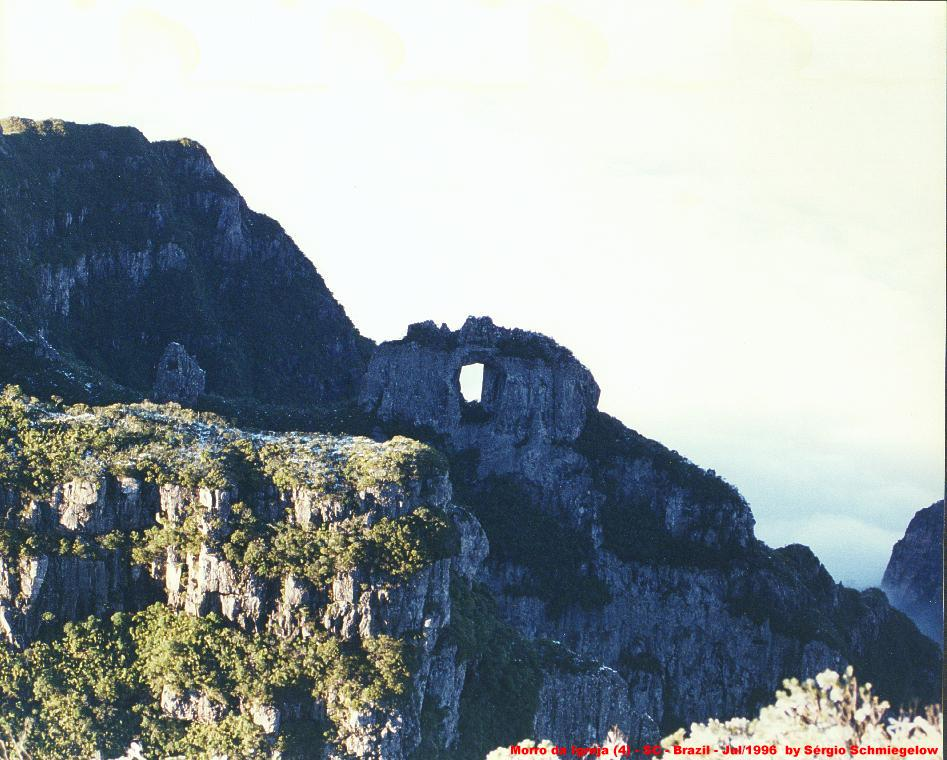
Pedra Furada con pinturas de 11 000 años Brasil.
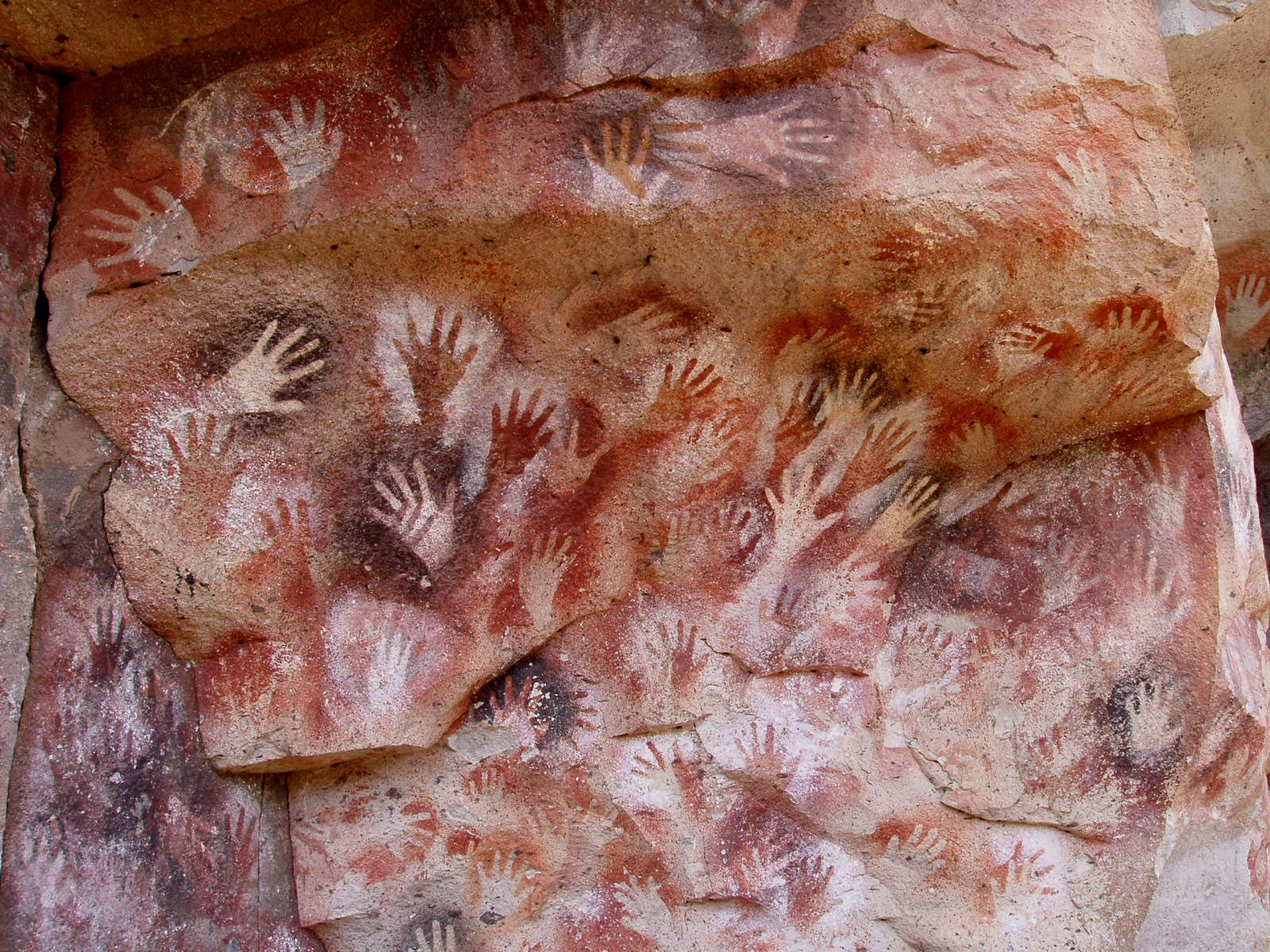
Cueva de las Manos, con un grabado de manos de hace unos 9000 años. Santa Cruz, Argentina.
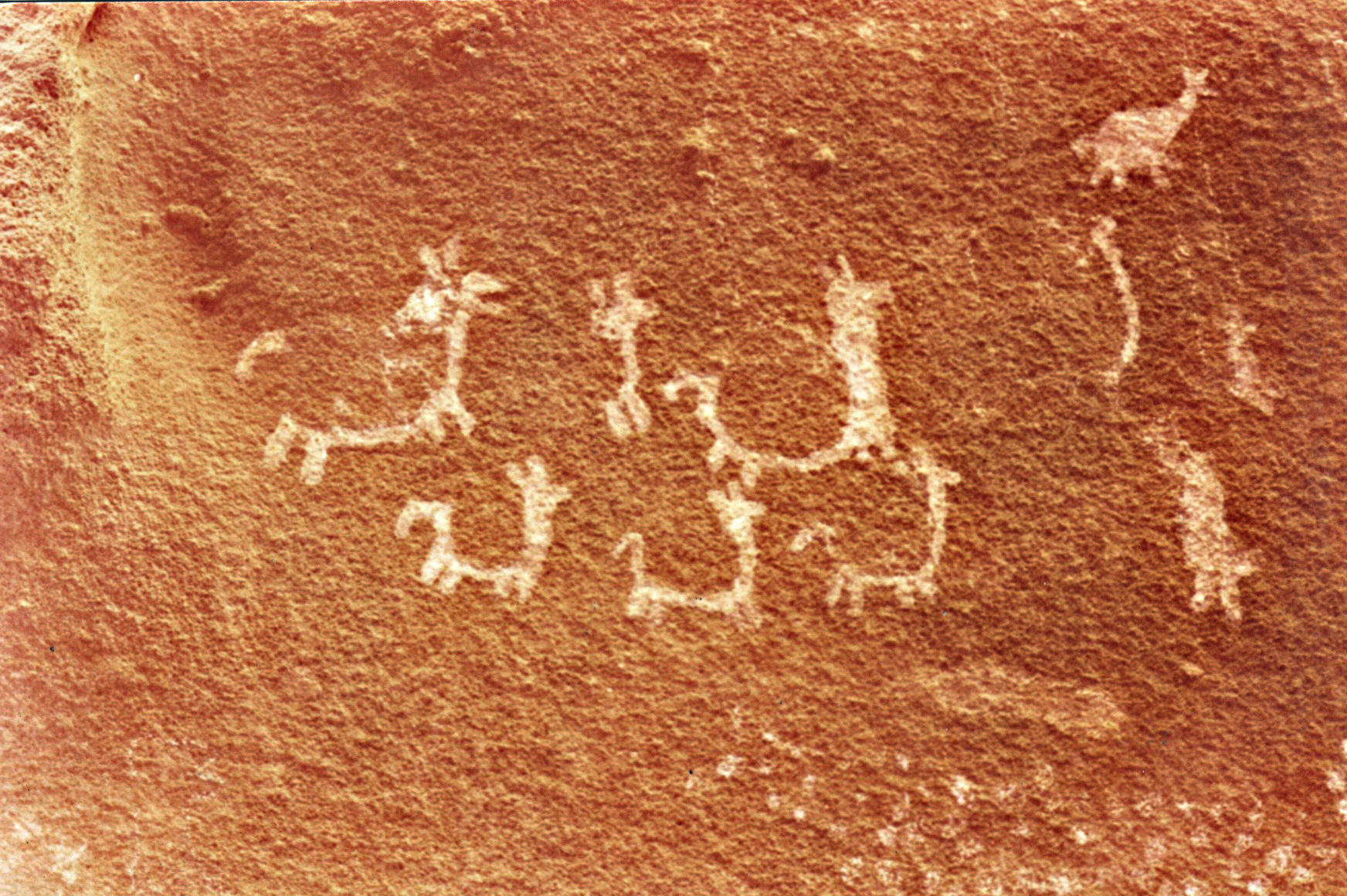
Pintura rupestre de Cerro Colorado, Provincia de Córdoba, Argentina.

### Perú

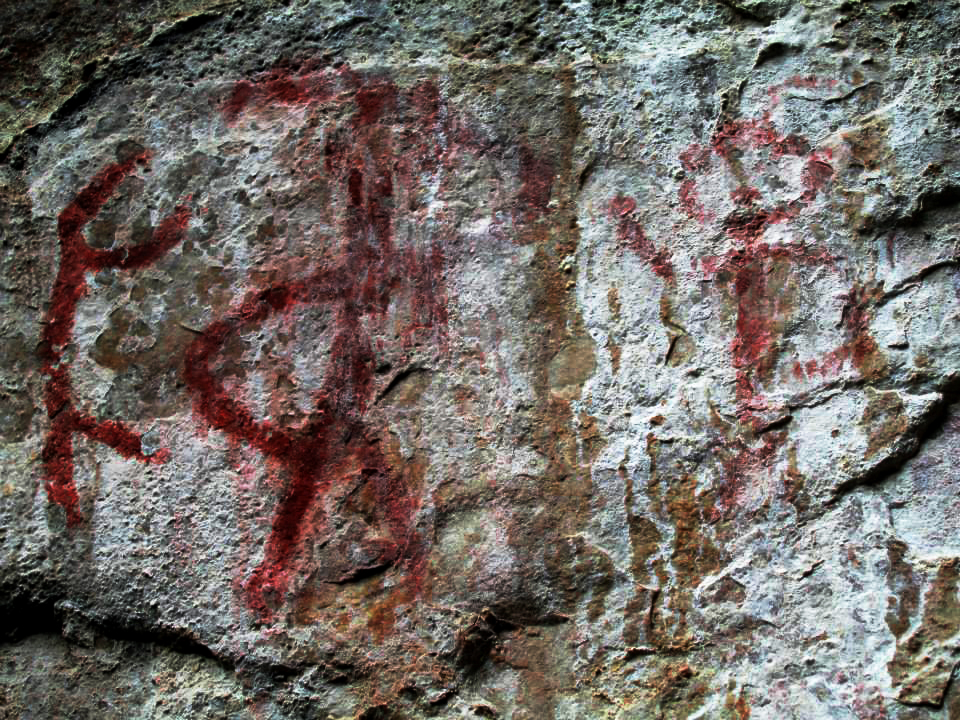
Pinturas rupestres de la cueva Ichic Tiog en Chacas, Áncash, Perú

De los veinticinco departamentos del Perú, veintitrés reportan sitios de arte rupestre, solo dos no reportan: Tumbes, en la costa norte, y Ucayali, en la selva amazónica.

| Departamento  | Pinturas rupestres | Petroglifos | Total |
| Puno          | 75                 | 25          | 100   |
| Huánuco       | 67                 | 13          | 80    |
| Cuzco         | 44                 | 34          | 78    |
| Arequipa      | 30                 | 88          | 118   |
| Pasco         | 25                 | 1           | 26    |
| La Libertad   | 24                 | 33          | 57    |
| Cajamarca     | 23                 | 26          | 49    |
| Áncash        | 21                 | 21          | 42    |
| Apurímac      | 19                 | 13          | 32    |
| Junín         | 15                 | 9           | 24    |
| Amazonas      | 15                 | 3           | 18    |
| Lima          | 10                 | 29          | 39    |
| Moquegua      | 9                  | 6           | 15    |
| Tacna         | 8                  | 18          | 26    |
| Huancavelica  | 7                  | 5           | 12    |
| San Martín    | 6                  | 10          | 16    |
| Ayacucho      | 3                  | 5           | 8     |
| Lambayeque    | 1                  | 17          | 18    |
| Piura         | 1                  | 15          | 16    |
| Madre de Dios | 0                  | 1           | 1     |
| Loreto        | 0                  | 7           | 7     |
| Ica           | 0                  | 18          | 18    |
| Total         | 403                | 397         | 800   |

### Uruguay
En 1875, cuatro años antes del descubrimiento en Europa de las pinturas de Altamira (inicialmente no consideradas como arte prehistórico) un ingeniero español Barhola Rial Posadas en el Uruguay, copiaba cuidadosamente los diseños que veía en una enorme piedra y agregaba luego al pie de la lámina, sin ninguna duda, que ellos eran «diseños de indios».
Luego de esta primera contribución (que marca el nacimiento de la primera etapa de la arqueología uruguaya), otros investigadores como Figuerido, Larrauri, De Freitas, Figueiras, Consens y Bespali, Peláez han trabajado, publicando, revisando y descubriendo nuevos sitios en el resto del país.
Como resultado de esas investigaciones, se conocen hoy decenas de sitios con pinturas y grabados. Los primeros ubicados al sur del Río Negro y los segundos al norte.
Las pinturas están realizadas en las paredes verticales de enormes bloques de granito, que emergen como grandes monumentos en las amplias praderas onduladas del sur del Uruguay.
Se conservan aún hoy unas cuarenta de estos sitios con un grado de percepción visual aceptable. Mientras que en cerca de cien bloques, apenas se ven los restos de los que fueran importantes murales pintados. Algunas áreas de los departamentos de Flores, Florida y Durazno debieron ser en esa época, verdaderas exposiciones al aire libre.
Como mínimo, se comenzó a pintar hace unos 2500 años. Hubo un período posterior alrededor del año 1200, donde se vuelve a pintar, sobre la misma base estilística de figuras geométricas. Pero ahora se utilizan complejas formas cerradas, con importante variación de los diseños internos.
También en ese periodo se ensayan varias técnicas diferentes como el uso de pinceles finos (2 a 3 mm —milímetros—), la preparación de la superficie previo al diseño, manos en positivo e incluso pintura en negativo. Hay un especial cuidado en no sobreponer las pinturas, cuidándose el uso del espacio, como una referencia muy valiosa.

## Asia

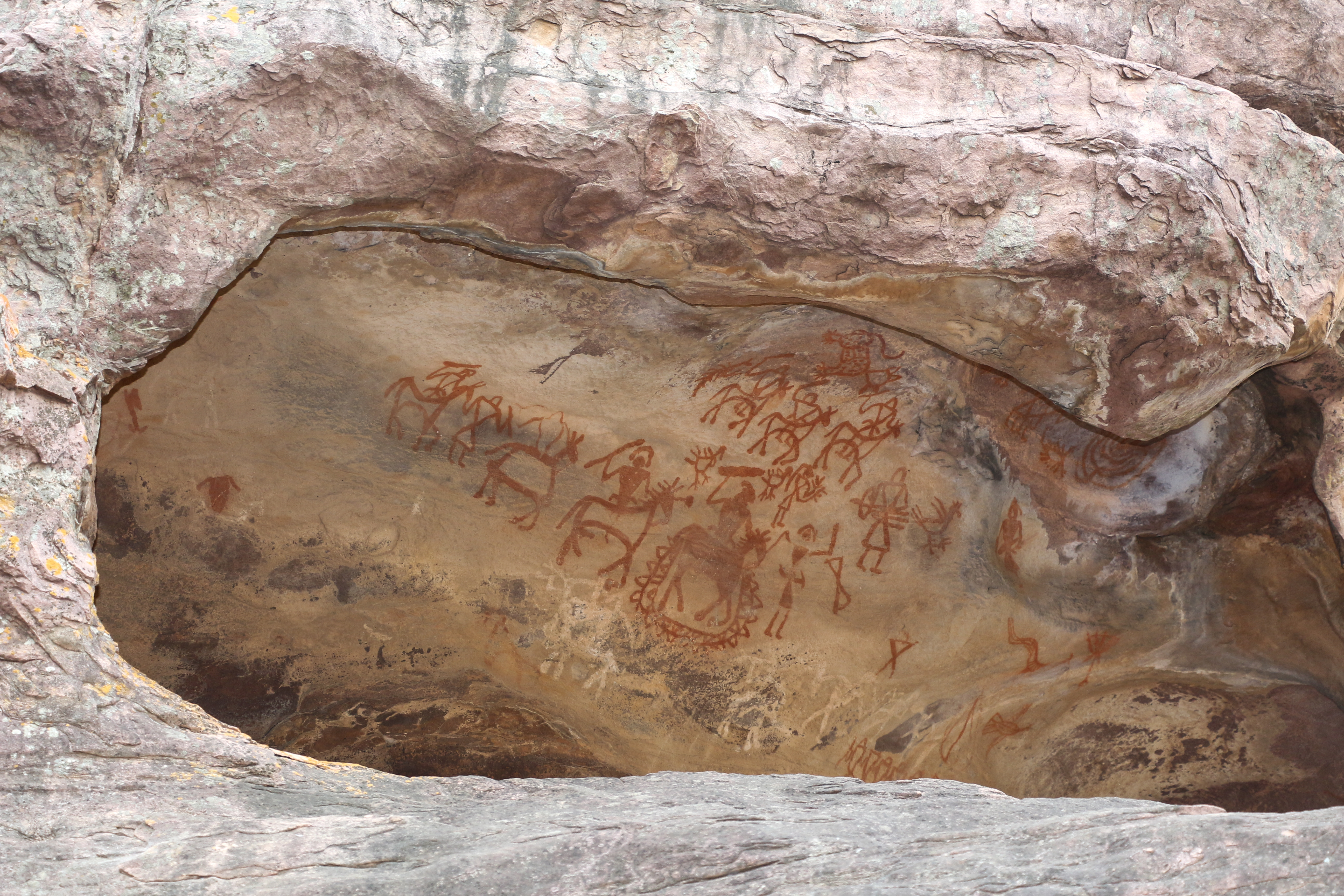
Pintura rupestre en Bhimbetka

Se han encontrado pinturas rupestres en Tailandia, Malasia, Indonesia e India:
- En Tailandia las cavernas se ubican a lo largo de la frontera Birmano-Tailandesa.
- En Malasia las más viejas pinturas están en Gua Tambun en Perak, datadas en unos 2000 años atrás, y los grafos en la cueva de Niah en el parque nacional homónimo, que datan de unos 1200 años.
- En Indonesia las cuevas de Maros en Sulawesi son famosas por las copias de manos, también encontradas en cuevas en el área de Sangkulirang.
- En India destaca la región de Bhimbetka, un emplazamiento arqueológico en donde se encontraron rastros de vida humana de la Edad de Piedra, entre ellos pinturas rupestres de hace unos 9000 años.

## Europa

### Península ibérica
La península ibérica es uno de los territorios donde podemos encontrar yacimientos prehistóricos del periodo paleolítico en Europa. Existen algunos relevantes por su antigüedad, por su singularidad, por su calidad, etc. Por ejemplo, la cueva de Nerja alberga, según estudios de 2012, las que podrían ser las pinturas más antiguas de la humanidad, además realizadas por neandertales. Uno de los sitios de extraordinaria calidad, y además el primero reconocido como arte prehistórico, es la Cueva de Altamira, ubicada en España. En esta caverna existen unas ciento cincuenta pinturas, distribuidas en los muros y en el techo, pero el lugar más importante de la gruta es una cámara de 5 m (metros), en donde los grafos se elaboraron en el techo desnivelado, aprovechando así las protuberancias de la superficie rocosa para dar relieve a las figuras humanas y animales, especialmente bisontes —unos dieciocho— en un grupo de grafos policromáticos de gran detalle y realismo. Las composiciones de Altamira carecen de un sentido de conjunto y muchas veces las imágenes fueron superpuestas sobre otras más antiguas, circunstancia que confirma el propósito mágico-religioso y no meramente decorativo.
En el epipaleolítico, entre Barcelona y Almería, existen decoraciones murales rupestres en las paredes de cueva con superficies calcáreas y por sobre los 800 a 1000 m s. n. m. (metros sobre el nivel del mar), hechas por un pueblo nómada. Estas pinturas se caracterizan por un realismo impresionante, considerando que fueron creadas con herramientas rústicas. Muestran un desarrollo estilístico que incorpora paulatinamente la abstracción, el detalle esquemático, y un dinamismo extremo. Pero lo que más llama la atención son los motivos antrópicos, incluyendo hombres vestidos con pantalones, ornamentados con plumas y armados con arcos, representando frecuentemente escenas de caza. Las mujeres utilizan faldas y están adornadas con plumas.
Durante el mesolítico, las comunidades humanas localizadas en la península se caracterizaron por desarrollar un nivel de trabajo artístico más avanzado al representar en imágenes situaciones cotidianas como la caza, las luchas, los ritos y ceremonias. Las primeras pinturas de este tipo se hallaron en el año 1903 en Calapatá, pero también se originó en las provincias de Almería, Albacete, Castellón, Valencia, Lérida y Teruel. Estas grutas se distinguen de muchas otras debido a que son meros refugios al aire libre. Entre las manifestaciones más impresionantes se halla la de El Cogul (Lérida), que representa una ceremonia en la cual un grupo de mujeres danzan con faldas alrededor de un hombre.
En Portugal, Extremadura, Cádiz y la Sierra Morena se encuentran las pinturas más importantes de tendencia abstracta, representando signos ideomorfos.

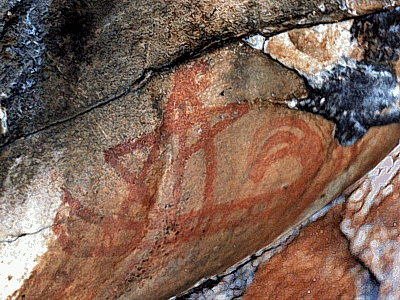
Nave fenicia.Cueva de la Laja Alta, Cádiz
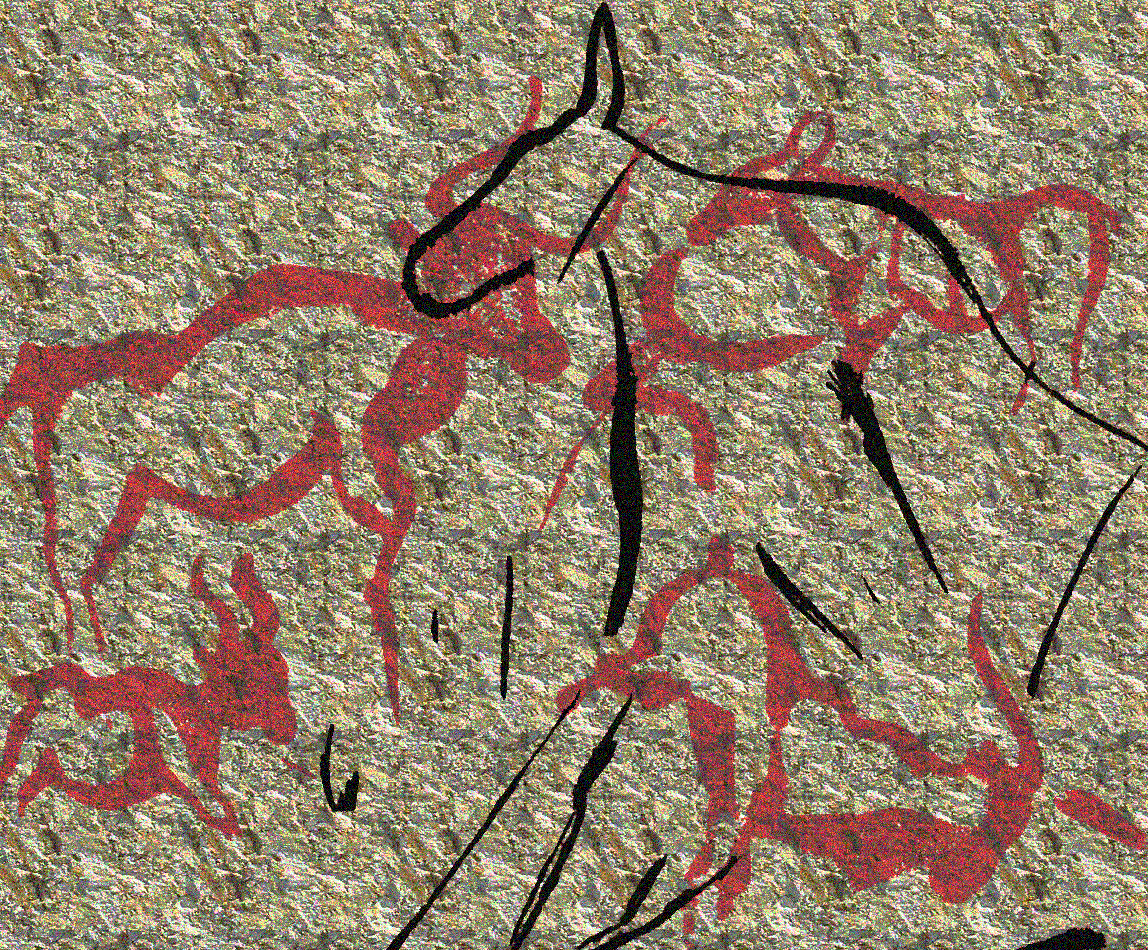
Animales pintados en la cueva La Pileta (Málaga)
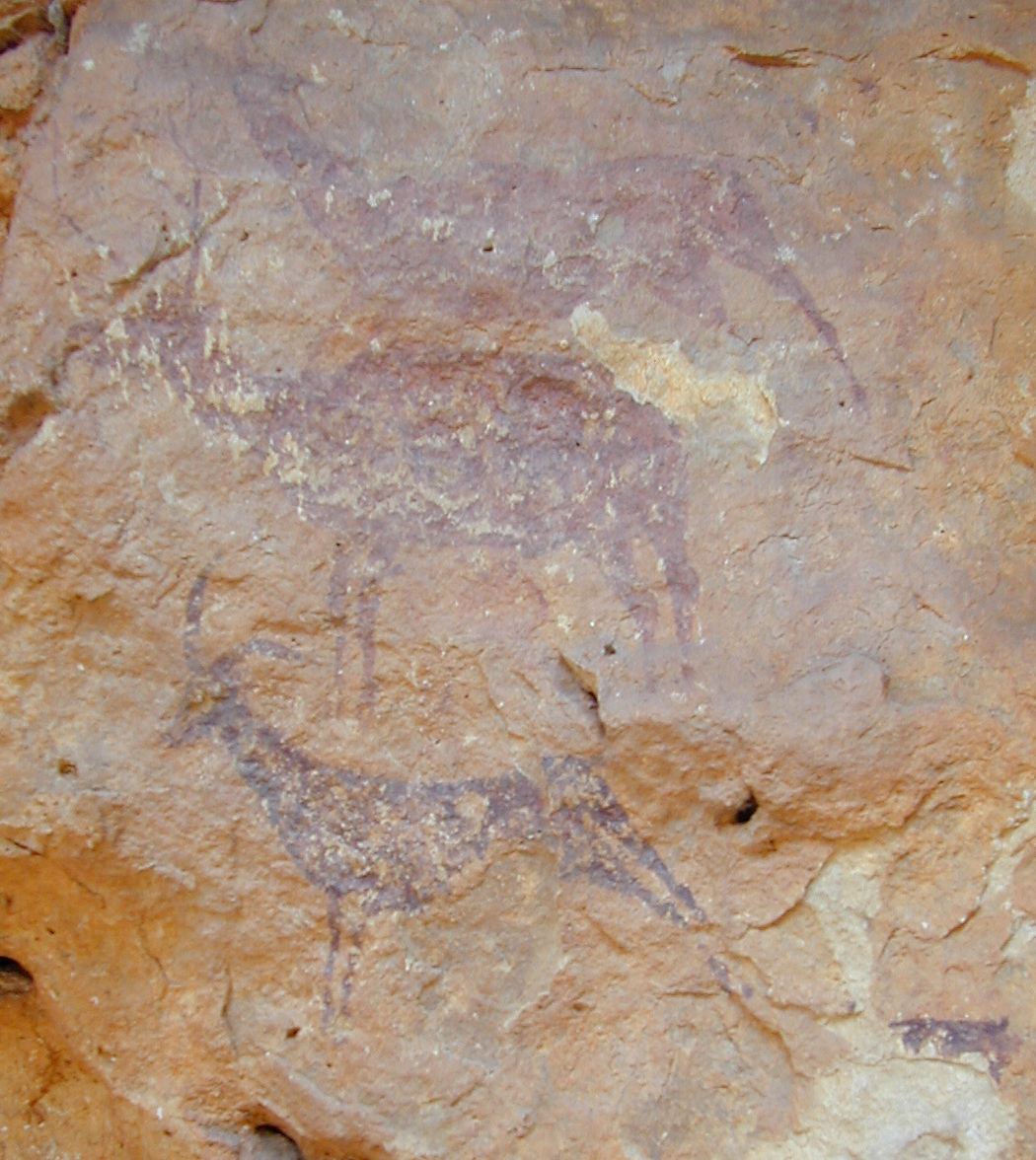
Cuevas de la Araña, Arte Rupestre Levantino

### Francia
La elaboración de pinturas rupestres en Francia está registrada desde hace unos 32 000 años, por ejemplo las de la cueva de Chauvet o las atribuidas a la cultura auriñaciense en la gruta de Aurignac. Alcanzaron su máximo esplendor entre el 14 000 y el 13 000 a. C., en la cueva de Lascaux. En esta caverna son representados caballos, ciervos y otros animales. Las pinturas de la cueva de Lascaux se caracterizan por poseer contornos marcados con negros, para destacar la imagen y polvos de colores, para resaltar los efectos cromáticos.

## Oceanía

### Australia
En Australia se ha encontrado una significativa cantidad de pinturas, cuyos ejemplos más importantes están en el parque nacional Kakadu, una gran colección de pinturas a base de ocres. El ocre es un material no orgánico, por eso es imposible fechar las pinturas con el procedimiento de radiocarbono.

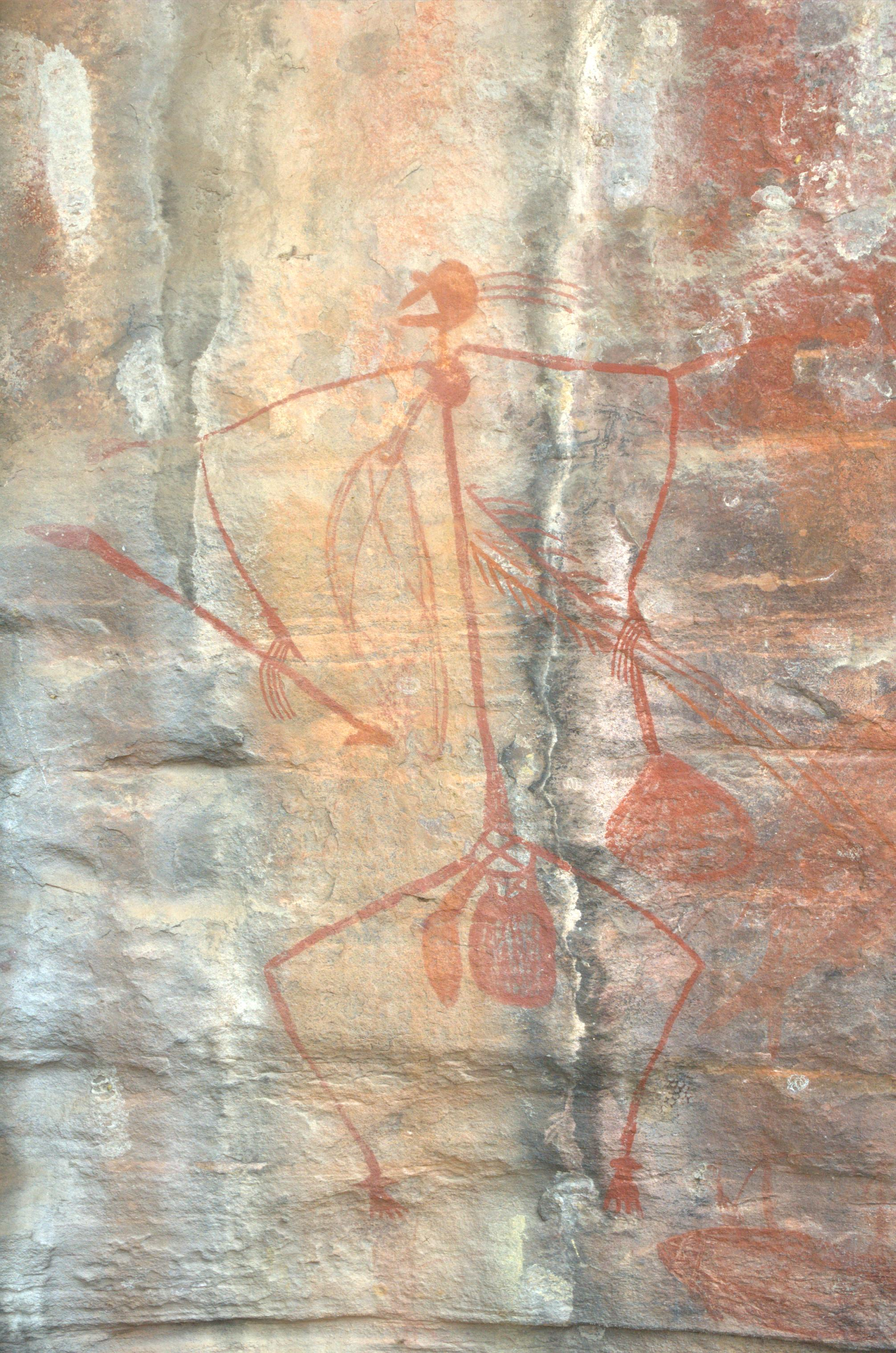
Pintura de un hombre (se cree que un guerrero o cazador)
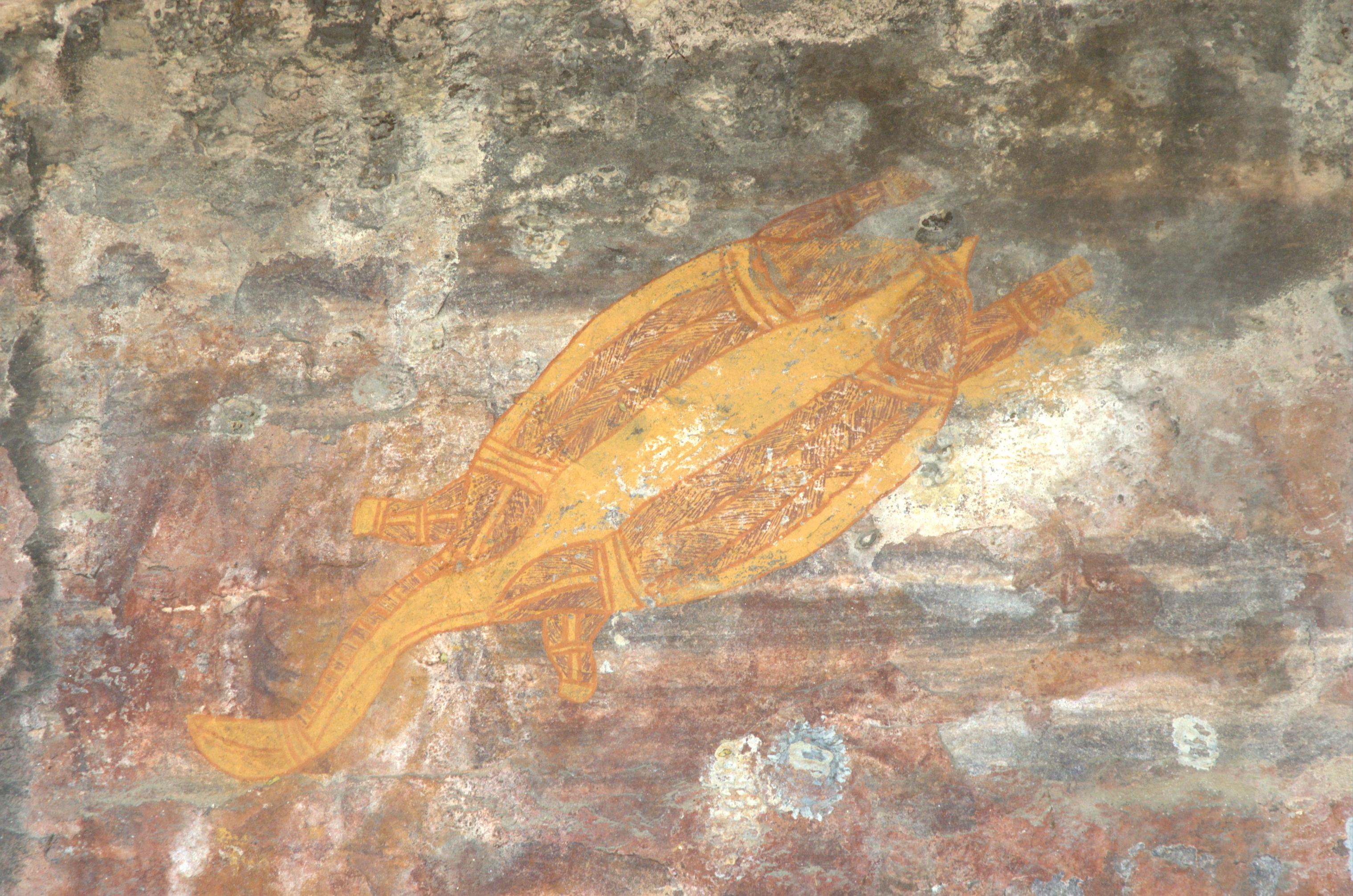
Una tortuga
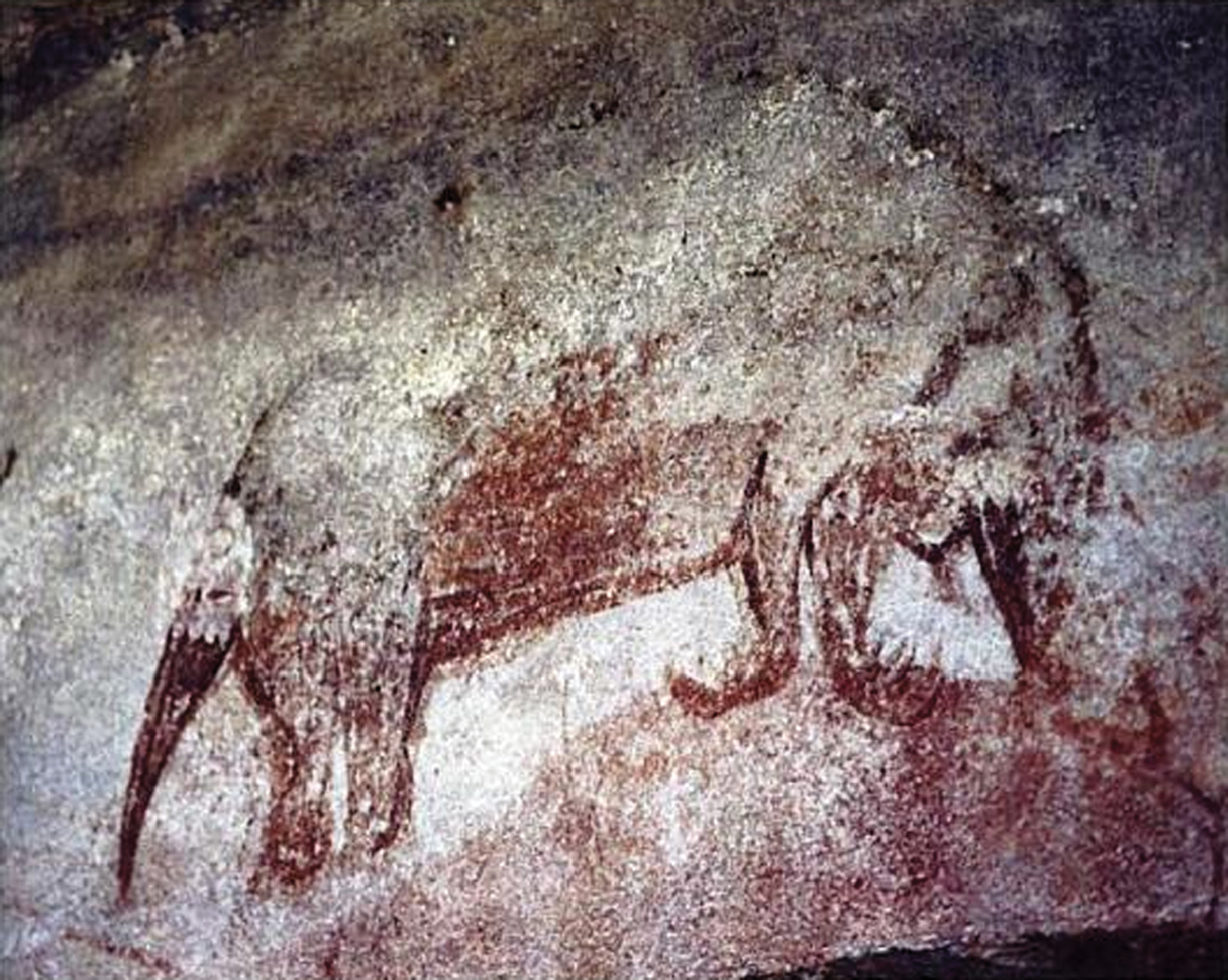
Un zagloso